# Running Scared (piosenka Ella & Nikki)
Running Scared – anglojęzyczny utwór azerskiego duetu muzycznego Ell & Nikki, który wygrał 56. Konkurs Piosenki Eurowizji w 2011 roku.

## Historia utworu

### Tło
Przed wydaniem singla ani Ell, ani Nikki nie występowali nigdy w duetach. W wywiadzie dla rosyjskiego magazynu Ekspress Eldar Qasımov przyznał, że oboje nie wierzyli w sukces utworu. Po wygraniu Konkursu Piosenki Eurowizji 2011 Nigar Camal, spytana w wywiadzie dla Daily Mail o dalszą współpracę z Qasımovem, wyznała, że jej priorytetem jest kariera solowa, ale nie widzi problemu w nagraniu kolejnego projektu z Qasımovem.

### Produkcja

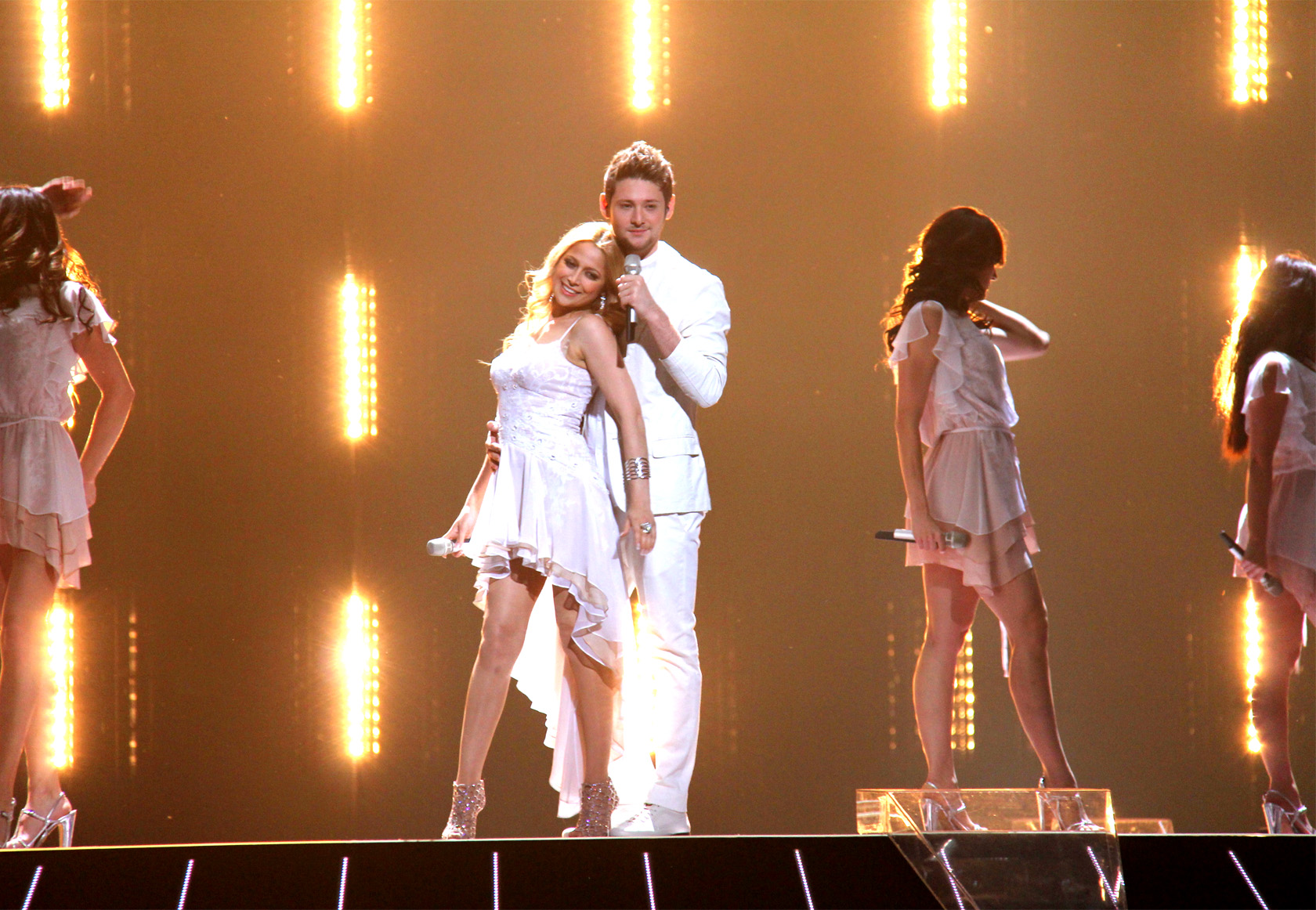
Ell & Nikki podczas prezentacji "Running Scared" na 56. Konkursie Piosenki Eurowizji.

Autorami utworu są szwedzki muzyk i gitarzysta Stefan Örn, wokalistka i autorka tekstów Sandra Bjurman oraz brytyjski muzyk Iain Farquharson. Wersję akustyczną oraz remiksy stworzył w kwietniu 2011 roku niemiecki DJ Azzido Da Bass.

### Teledysk
Oficjalny teledysk do „Running Scared” został opublikowany 11 kwietnia 2011 roku, jego reżyserem został estoński producent Tarmo Krimm.
Klip, nagrywany w „romantycznym miejscu” u wybrzeża południowego Krymu, przedstawiał Qasımova robiącego zdjęcia Camal, która siedziała na klifie z labradorem retrieverem oraz w kolejce górskiej. Sceny przeplatane były twarzami śpiewającego duetu. Na końcu klipu Ell wspiął się na klif, by razem z partnerką zaśpiewać finałowy refren.

### Konkurs Piosenki Eurowizji 2011
W marcu 2011 roku singiel został wybrany wewnętrznie przez azerskiego nadawcę publicznego İctimai TV na utwór reprezentujący Azerbejdżan podczas 56. Konkursu Piosenki Eurowizji, organizowanego w niemieckim Düsseldorfie. W maju utwór awansował do finału konkursu z drugiego miejsca klasyfikacji półfinałowej, wygrywając ostatecznie finał imprezy z wynikiem 221 punktów.

## Notowania na liście przebojów
| Kraj              | Lista (2011)                  | Najwyższa pozycja |
| ----------------- | ----------------------------- | ----------------- |
| Belgia (Walonia)  | Ultratop 50 Singles (Walonia) | 7                 |
| Rosja             | Russian Top 10                | 10                |
| Szwajcaria        | Singles Top 75                | 11                |
| Polska            | Airplay Top 100               | 16                |
| Austria           | Ö3 Austria Top 40             | 22                |
| Niemcy            | Top 100 Singles               | 33                |
| Belgia (Flandria) | Ultratop 50                   | 37                |
| Irlandia          | Top 50 Singles                | 41                |
| Słowacja          | Radio Top100                  | 50                |
| Holandia          | Mega Single Top 100           | 59                |
| Wielka Brytania   | Singles Top 75                | 61                |
| Rumunia           | Romanian Top 100              | 99                |